# Ruug
A Ruug (Roog) Philip K. Dick első eladott novellája. 1951-ben írta, először a Fantasy & Science Fiction 1953. februári számában jelent meg. Magyarul a Lenn a sivár Földön című novelláskötetben olvasható.

## Történet
A Cardossi házaspár Boris nevű kutyája saját ellenségei ellen, a ruugok ellen próbál harcolni. Szemében a ruugok furcsa, büdös lények, akik folyamatosan kémkednek a gazdái által gondosan kikészített finom falatok (kuka) után, és időről időre elviszik azt. Mindebből pedig a gazdái semmit nem vesznek észre. Boris kötelességének érzi, hogy figyelmeztesse gazdáit, és ha meglát egy ruugot, hangosan kiáltja: „Ruug! Ruug!”, de hasztalan.

## Háttér
A történet hátterében egy valódi kutya áll, aki kötelességének érezte, hogy megvédje gazdái kukáját a tolvajoktól, akik minden pénteken kiürítik azt. Tudta, hogy melyik nap jönnek a „rablók”, ilyenkor már hajnali ötkor elkezdett ugatni. Dick az ő szemszögéből akarta megírni a „támadást”. Bár a novella meglehetősen elvontra sikerült, amikor egy gimnazista osztállyal beszélt róla, mindenki megértette.